# Biegacz białoplamy
Biegacz białoplamy (Anthia (Anthia) mannerheimi) – gatunek chrząszcza z rodziny biegaczowatych i podrodziny Anthiinae.

## Taksonomia
Gatunek ten opisany został w 1842 roku przez Maximiliena Chaudoira. Jego epitet gatunkowy nadany został na cześć Carla Gustafa Mannerheima.
Wyróżnia się dwa podgatunki:
- Anthia mannerheimi afghana Anichtchenko, 2009
- Anthia mannerheimi mannerheimi Chaudoir, 1842

Taksony te bywają też traktowane jako podgatunki Anthia bucolica: A. (A.) b. mannerheimi i A. (A.) b. afghana. W obrębie swojego podrodzaju należą do grupy gatunków lefebrvei group, do której zalicza się jeszcze Anthia artemis.

## Opis
Duży chrząszcz o ciele długości od 45 do 65 mm u podgatunku nominatywnego i od 32 do 34 mm u A. m. afghana. Głowa opatrzona potężnymi żuwaczkami. Ubarwiony czarno z dwiema owalnymi, białymi plamami po bokach przedplecza i dwiema okrągłymi, białymi na pokrywach. Średnica plam na pokrywach u podgatunku nominatywnego od 3 do 3,5 mm, a u A. m. afghana poniżej 1,5 mm. Rzędy na pokrywach u podgatunku nominatywnego słabo widoczne, a u A. m. afghana wyraźniejsze i regularne.

## Rozprzestrzenienie
Jedyny palearktyczny przedstawiciel podrodzaju Anthia s. str.. Wykazany został z północnego Iranu, Turkmenistanu, Uzbekistanu, Afganistanu i Pakistanu. Zasiedla obszary pustynne.

## Hodowla
Chrząszcze te można hodować w terrarium. Do chowu pojedynczych osobników potrzebny jest pojemnik o wymiarach minimalnych 15×15×20 cm, a dla kilku osobników 40×25×20 cm. Jako podłoże stosuje się na większej powierzchni żwir lub gruby piasek, a na mniejszej ziemię ogrodniczą lub torf. Wymagane są kryjówki i miseczka z wodą, temperatura 20-26 °C i wilgotność 40-60%. Za pokarm służyć mogą świerszcze, larwy mącznika i oseski gryzoni. Stadium larwalne jest ciemnobrunatne, trwa 8-16 miesięcy i wymaga chowu pojedynczo. Dorosłe żyją 2 do 3 lat.